# Saison 2017-2018 du Bayern Munich
Maillots
Chronologie
Saison précédente Saison suivante
La saison 2017-2018 est la 118e de l'histoire du Bayern Munich depuis sa création, la 53e du club en Bundesliga.

## Résumé de la saison
Le Bayern sort d'un sixième titre de champion d'Allemagne consécutif.

## Transferts

### Équipe professionnelle
| Joueur                      | Pays      | Âge | Poste     | Type de transfert        | Durée        | Indemnité         | Période       | Provenance                              |
| --------------------------- | --------- | --- | --------- | ------------------------ | ------------ | ----------------- | ------------- | --------------------------------------- |
| Arrivées                    |           |     |           |                          |              |                   |               |                                         |
| Corentin Tolisso            | France    | 22  | Milieu    | Achat                    | 5 ans (2022) | 41,5 millions d’€ | Mercato d'été | Olympique Lyonnais (Ligue 1)            |
| Niklas Süle                 | Allemagne | 21  | Défenseur | Achat                    | 5 ans (2022) | 20 millions d’€   | Mercato d'été | 1899 Hoffenheim (Bundesliga)            |
| Serge Gnabry                | Allemagne | 21  | Milieu    | Achat                    | 3 ans (2020) | 8 millions d’€    | Mercato d'été | Werder Brême (Bundesliga)               |
| James Rodríguez             | Colombie  | 26  | Milieu    | Prêt avec option d'achat | 2 ans (2019) | 13 millions d’€   | Mercato d'été | Real Madrid (LaLiga)                    |
| Sebastian Rudy              | Allemagne | 27  | Milieu    | Fin de contrat           | 3 ans (2020) | -                 | Mercato d'été | 1899 Hoffenheim (Bundesliga)            |
| Kingsley Coman              | France    | 20  | Attaquant | Transfert définitif      | 3 ans (2020) | 21 millions d'€   | Mercato d'été | Juventus Turin (Série A)                |
| Tom Starke                  | Allemagne | 36  | Gardien   | Sortie de la retraite    | 1 an (2018)  | -                 | Mercato d'été | -                                       |
| Felix Götze                 | Allemagne | 19  | Défenseur | 1er contrat pro          | 2 ans (2019) | -                 | Mercato d'été | Bayern Munich -19 ans                   |
| Marco Friedl                | Autriche  | 19  | Défenseur | 1er contrat pro          | 4 ans (2021) | -                 | Mercato d'été | Bayern Munich -19 ans                   |
| Christian Früchtl           | Allemagne | 17  | Gardien   | 1er contrat pro          | 1 an (2018)  | -                 | Mercato d'été | Bayern Munich -19 ans                   |
| Holger Badstuber            | Allemagne | 28  | Défenseur | Retour de prêt           | -            | -                 | Mercato d'été | Schalke 04 (Bundesliga)                 |
| Gianluca Gaudino            | Allemagne | 20  | Milieu    | Retour de prêt           | -            | -                 | Mercato d'été | FC Saint-Gall (Raiffeisen Super League) |
| Dépenses totales : 103,5 M€ |           |     |           |                          |              |                   |               |                                         |
| Départs                     |           |     |           |                          |              |                   |               |                                         |
| Philipp Lahm                | Allemagne | 33  | Défenseur | Retraite                 | -            | -                 | Mercato d'été | -                                       |
| Xabi Alonso                 | Espagne   | 35  | Milieu    | Retraite                 | -            | -                 | Mercato d'été | -                                       |
| Tom Starke                  | Allemagne | 36  | Gardien   | Retraite                 | -            | -                 | Mercato d'été | -                                       |
| Gianluca Gaudino            | Allemagne | 20  | Milieu    | Transfert                | 4 ans (2021) | 50 000 €          | Mercato d'été | Chievo Vérone (Série A)                 |
| Douglas Costa               | Brésil    | 26  | Milieu    | Prêt avec option d'achat | 1 an (2018)  | 6 millions d'€    | Mercato d'été | Juventus Turin (Série A)                |
| Holger Badstuber            | Allemagne | 28  | Défenseur | Fin de contrat           | 1 an (2018)  | -                 | Mercato d'été | VfB Stuttgart (Bundesliga)              |
| Mehdi Benatia               | Maroc     | 30  | Défenseur | Transfert définitif      | 3 ans (2020) | 17 millions d'€   | Mercato d'été | Juventus Turin (Série A)                |
| Serge Gnabry                | Allemagne | 21  | Milieu    | Prêt                     | 1 an (2018)  |                   | Mercato d'été | 1899 Hoffenheim (Bundesliga)            |
| Revenus totaux : 23,05 M€   |           |     |           |                          |              |                   |               |                                         |

## Avant-Saison

### Matchs amicaux
Le Bayern Munich reprend leur formation le 6 juillet.

### Telekom Cup
Les matchs se jouent en une seule mi-temps de 45 minutes. Le Bayern Munich a remporté cette coupe amicale à l'issue des deux matchs.

## Compétitions
| Championnat d'Allemagne | Ligue des champions                         | Coupe d'Allemagne                            | Supercoupe d'Allemagne                    |
| ----------------------- | ------------------------------------------- | -------------------------------------------- | ----------------------------------------- |
| Vainqueur 84 points     | Demi-finales face au Real Madrid (1-2, 2-2) | Finaliste face à l'Eintracht Francfort (1-3) | Vainqueur face au Borussia Dortmund (2-2) |
| 27V 3N 4D               | 8V 2N 2D                                    | 4V 1N 1D                                     | 0V 1N 0D                                  |
| TOTAL: 39V 7N 7D        |                                             |                                              |                                           |

### Classement
| Rang | Équipe            | Pts | J  | G  | N  | P | Bp | Bc | Diff | Qualification ou relégation                                      |
| ---- | ----------------- | --- | -- | -- | -- | - | -- | -- | ---- | ---------------------------------------------------------------- |
| 1    | Bayern Munich T   | 84  | 34 | 27 | 3  | 4 | 92 | 28 | +64  | Qualification pour la phase de groupes de la Ligue des champions |
| 2    | Schalke 04        | 63  | 34 | 18 | 9  | 7 | 53 | 37 | +16  | Qualification pour la phase de groupes de la Ligue des champions |
| 3    | Hoffenheim        | 55  | 34 | 15 | 10 | 9 | 66 | 48 | +18  | Qualification pour la phase de groupes de la Ligue des champions |
| 4    | Borussia Dortmund | 55  | 34 | 15 | 10 | 9 | 64 | 47 | +17  | Qualification pour la phase de groupes de la Ligue des champions |
| 5    | Bayer Leverkusen  | 55  | 34 | 15 | 10 | 9 | 58 | 44 | +14  | Qualification pour la phase de groupes de la Ligue Europa        |

### Résumé des résultats

#### Évolution du classement et des résultats
| Journée   | 01 | 02 | 03 | 04 | 05 | 06 | 07 | 08 | 09 | 10 | 11 | 12 | 13 | 14 | 15 | 16 | 17 | 18 | 19 | 20 | 21 | 22 | 23 | 24 | 25 | 26 | 27 | 28 | 29 | 30 | 31 | 32 | 33 | 34 |
| --------- | -- | -- | -- | -- | -- | -- | -- | -- | -- | -- | -- | -- | -- | -- | -- | -- | -- | -- | -- | -- | -- | -- | -- | -- | -- | -- | -- | -- | -- | -- | -- | -- | -- | -- |
| Terrain   | D  | E  | E  | D  | E  | D  | E  | D  | E  | D  | E  | D  | E  | D  | E  | D  | E  | E  | D  | D  | E  | D  | E  | D  | E  | D  | E  | D  | E  | D  | E  | D  |    |    |
| Résultats | V  | V  | D  | V  | V  | N  | N  | V  | V  | V  | V  | V  | D  | V  | V  | V  | V  | V  | V  | V  | V  | V  | V  | N  | V  | V  | D  | V  | V  | V  | V  | V  |    |    |
| Place     | 2  | 2  | 6  | 3  | 2  | 3  | 2  | 2  | 2  | 1  | 1  | 1  | 1  | 1  | 1  | 1  | 1  | 1  | 1  | 1  | 1  | 1  | 1  | 1  | 1  | 1  | 1  | 1  | 1  | 1  | 1  | 1  | 1  | 1  |

Terrain : D = Domicile ; E = Extérieur.
Résultat : D = Défaite ; N = Nul ; V = Victoire.

### Ligue des champions

#### Parcours en Ligue des Champions

##### Phases de groupes
| Rang | Équipe              | Pts | J | G | N | P | Bp | Bc | Diff |  | Résultats (▼ dom., ► ext.) |     |     |     |     |
| ---- | ------------------- | --- | - | - | - | - | -- | -- | ---- |  | -------------------------- | --- | --- | --- | --- |
| 1    | Paris Saint-Germain | 15  | 6 | 5 | 0 | 1 | 25 | 4  | +21  |  | Paris Saint-Germain        |     | 3-0 | 7-1 | 5-0 |
| 2    | Bayern Munich       | 15  | 6 | 5 | 0 | 1 | 13 | 6  | +7   |  | Bayern Munich              | 3-1 |     | 3-0 | 3-0 |
| 3    | Celtic FC           | 3   | 6 | 1 | 0 | 5 | 5  | 18 | -13  |  | Celtic FC                  | 0-5 | 1-2 |     | 0-1 |
| 4    | RSC Anderlecht      | 3   | 6 | 1 | 0 | 5 | 2  | 17 | -15  |  | RSC Anderlecht             | 0-4 | 1-2 | 0-3 |     |

## Statistiques
Robert Lewandowski 29 Buts en Bundesliga
Thomas Müller 8 Buts